# 51826 Kalpanachawla
51826 Kalpanachawla è un asteroide della fascia principale. Scoperto nel 2001, presenta un'orbita caratterizzata da un semiasse maggiore pari a 3,0734968 au e da un'eccentricità di 0,0860446, inclinata di 9,58935° rispetto all'eclittica.
L'asteroide è dedicato all'astronauta indo-statunitense Kalpana Chawla, specialista della missione STS-107 tragicamente conclusasi con il disastro dello Space Shuttle Columbia. Agli altri membri dell'equipaggio sono stati dedicati gli asteroidi 51823 Rickhusband, 51824 Mikeanderson, 51825 Davidbrown, 51827 Laurelclark, 51828 Ilanramon e 51829 Williemccool.